# Salix floccosa
Salix floccosa là một loài thực vật có hoa trong họ Liễu. Loài này được Burkill miêu tả khoa học đầu tiên năm 1899.